# Camino Sinodal
El Camino Sinodal (en alemán: Der Synodaler Weg, abreviado a Synodaler Weg a veces traducido como La Vía Sinodal), fue una serie de conferencias de la Iglesia católica en Alemania para discutir una serie de cuestiones teológicas y organizativas contemporáneas.
El Camino Sinodal comenzó el 1 de diciembre de 2019 y finalizó el 11 de marzo de 2023.

## Organización
El órgano supremo es la "Asamblea sinodal". Está formado por 230 miembros, compuestos por arzobispos, obispos y obispos auxiliares, así como un número igual de miembros laicos del Comité Central de Católicos Alemanes. Este número se ve incrementado aún más por representantes de órdenes religiosas u otros grupos eclesiales.
El Camino sinodal se divide a su vez en cuatro Foros sinodales, cada uno de los cuales se centra en un tema en particular:
- Poder y separación de poderes en la Iglesia: participación e implicación conjunta en la misión
- Vida en relaciones exitosas - Vivir el amor en la sexualidad y la asociación
- Existencia sacerdotal hoy
- Mujeres en ministerios y cargos en la Iglesia

## Reuniones
El Camino Sinodal  comenzó el 1 de diciembre de 2019 y originalmente se planeó como cuatro reuniones principales de la Asamblea sinodal en  Frankfurt am Main con el tiempo intermedio utilizado para los preparativos.
La primera reunión tuvo lugar del 30 de enero al 1 de febrero de 2020. Debido a las obras de construcción en la Catedral de Frankfurt, la reunión inicial no pudo realizarse allí como se había planeado originalmente y tuvo que trasladarse a un antiguo monasterio que suele servir como centro de convenciones protestantes.
La siguiente reunión se programó del 3 de septiembre al 5 de septiembre de 2020, pero fue sustituida por una conferencia regional distribuida el 4 de septiembre de 2020 debido a la pandemia de COVID-19. Del mismo modo, la próxima conferencia se pospuso y se sustituyó parcialmente por una conferencia en línea celebrada del 4 al 6 de febrero de 2021. La próxima conferencia adecuada estaba prevista para el 31 de septiembre al 2 de octubre de 2021.

## Reformas propuestas
El Camino Sinodal apoya y llama a las reformas:
1. La ordenación de mujeres debería ser permitida por el Vaticano.[8]
2. El laicado debería tener más influencia en las decisiones de los obispos.[9]
3. Las uniones homosexuales deberían tener la bendición de uniones del mismo sexo.[10]
4. El  Catecismo de la Iglesia católica debería ser reformado en temas de moral sexual. Actos sexuales consentidos dentro una unión afectiva estable basada en el amor mutuo deben aceptarse teológicamente y no ser considerados un comportamiento pecaminoso.[11]
5. El matrimonio para los sacerdotes debería ser aprobado, viri probati.[12]

## Recepción
El Camino Sinodal ha recibido una amplia gama de críticas tanto a nivel nacional como internacional. Un tema común es la falta de fidelidad percibida a las doctrinas establecidas de la Iglesia Católica, p. Ej. debido a la negativa de la "Asamblea sinodal" de descartar decisiones que van en contra de la  doctrinas católicas. Otra crítica común a las preocupaciones sobre la legitimidad de la forma organizativa elegida como el "Camino sinodal" es no utilizar una forma organizativa establecida y sancionada por el Código de Derecho Canónico.
El 29 de junio de 2019, el Papa Francisco escribió una carta "Al pueblo de Dios peregrino en Alemania". La carta apoyó las deliberaciones sinodales, pero también pidió un enfoque de  evangelización sobre la pura reorganización. Los intentos consecutivos de algunos obispos alemanes de reorientar el "Camino Sinodal" hacia la "evangelización" fueron rechazados.
El 21 de septiembre de 2019, antes del inicio de la  Ruta sinodal , la profesora Marianne Schlosser de la Universidad de Viena y miembro de la Comisión Teológica Internacional dimitió de su función prevista en el Foro sinodal, citando la "fijación por la ordenación" de mujeres en el foro.
El 28 de mayo de 2020, el obispo auxiliar Dominikus Schwaderlapp de la Arquidiócesis de Colonia, renunció a su cargo en el "Foro sinodal" "Vida en relaciones exitosas" en protesta por la opinión del foro sobre la moralidad sexual lo cual, afirmó, contradecía la opinión de la Iglesia Católica como se indica en Humanae vitae.
Antes de las conferencias regionales del 4 de septiembre de 2020, el obispo Rudolf Voderholzer de Regensburg criticó los documentos de trabajo de la conferencia en una carta abierta, fechada el 2 de septiembre. Los puntos criticados incluyeron la creación de los documentos de trabajo que, según él, se desviaron del procedimiento acordado, sin dejar a los participantes espacio para comentarios antes de la conferencia, así como la  teología bíblica de los documentos, a pesar de acuerdos anteriores para dejar la teología bíblica para reuniones posteriores.
Durante una audiencia general celebrada el 25 de noviembre de 2020, el Papa Francisco comentó sobre las personas reunidas en "un camino sinodal" y advirtió que les faltaba el Espíritu Santo. Si bien no se dirigió oficialmente al "Camino sinodal", se consideró ampliamente que la declaración se refería a Alemania.